# Star Wars: Lando
Star Wars: Lando è una miniserie a fumetti statunitense in cinque parti ambientata nell'universo fantascientifico di Guerre stellari scritta da Charles Soule, disegnata da Alex Maleev e pubblicata dalla Marvel Comics. Il primo numero è uscito l'8 luglio 2015, mentre l'ultimo il 7 ottobre 2015. Gli eventi della serie avvengono prima che Calrissian diventi Barone Amministratore di Città delle nuvole. Il co-protagonista della storie è Lobot. In Italia la miniserie ha avuto in inizio il 21 gennaio 2016 nella collana Star Wars #7, ed è terminata il 12 maggio dello stesso anno.

## Volumi

### Arco narrativo
- Parte I (8 luglio 2015)
- Parte II (12 agosto)
- Parte III (26 agosto)
- Parte IV (16 settembre)
- Parte V (7 ottobre)

### Edizioni speciali
- Edizione omnibus: Heroes For a New Hope (15 novembre 2016)